# Municipio de Sheyenne
El municipio de Sheyenne (en inglés: Sheyenne Township) es un municipio ubicado en el condado de Richland en el estado estadounidense de Dakota del Norte. En el año 2010 tenía una población de 51 habitantes y una densidad poblacional de 0,55 personas por km².

## Geografía
El municipio de Sheyenne se encuentra ubicado en las coordenadas 46°30′28″N 97°12′58″O / 46.50778, -97.21611. Según la Oficina del Censo de los Estados Unidos, el municipio tiene una superficie total de 92.36 km², de la cual 92,32 km² corresponden a tierra firme y (0,04 %) 0,04 km² es agua.

## Demografía
Según el censo de 2010, había 51 personas residiendo en el municipio de Sheyenne. La densidad de población era de 0,55 hab./km². De los 51 habitantes, el municipio de Sheyenne estaba compuesto por el 100 % blancos. Del total de la población el 0 % eran hispanos o latinos de cualquier raza.